# Ангадс (аэропорт)
Аэропорт Ангадс араб. مطار وجدة أنجاد‎англ. Angads Airport(ИАТА: OUD, ИКАО: GMFO) расположен недалеко от города Уджда, Марокко.

## Статистика
| Годы               | 2007    | 2006    | 2005    | 2004    | 2003    | 2002    |
| ------------------ | ------- | ------- | ------- | ------- | ------- | ------- |
| Взлёты-посадки     | 3546    | 3108    | 3316    | 3031    | 2303    | 2199    |
| Пассажирооборот    | 315.006 | 242.080 | 225.444 | 193.036 | 180.406 | 168.385 |
| Грузооборот (тонн) | 451,09  | 451,09  | 202,08  | 197,14  | 260,99  | 618,10  |

## Авиакомпании и назначения
- Aigle Azur (Париж)
- Air Méditerranée (Париж)
- Atlas Blue (Марсель, Амстердам, Брюссель, Париж-Шарль де Голль, Париж-Орли)
- Jet4you (Брюссель-Шарлеруа)
- Jetairfly (Брюссель)
- Royal Air Maroc (Амстердам, Брюссель, Касабланка, Париж)
- transavia.com (Париж-Орли)